# Leucania ferrago
Leucania ferrago är en fjärilsart som beskrevs av Fabricius 1787. Leucania ferrago ingår i släktet Leucania och familjen nattflyn. Inga underarter finns listade i Catalogue of Life.